# Terzolas
Terzolas est une commune italienne d'environ 600 habitants située dans la province autonome de Trente dans la région du Trentin-Haut-Adige dans le nord-est de l'Italie.

## Administration
| Période                                  | Période | Identité | Étiquette | Qualité |
| ---------------------------------------- | ------- | -------- | --------- | ------- |
|                                          |         |          |           |         |
| Les données manquantes sont à compléter. |         |          |           |         |

### Communes limitrophes
Les communes limitrophes sont  Caldes, Cles et Malè.

## Personnalités liées
- Emanuele Stablum (1895-1950), né à Terzolas, religieux catholique et médecin, reconnu Juste parmi les nations pour son sauvetage de nombreux Juifs pendant la Seconde Guerre mondiale, et reconnu vénérable par le pape François.